# Sega Channel
Sega Channel — колишній сервіс онлайн-ігор розроблений Sega для Genesis відео ігрової консолі оскільки вийшло лише для Америки, який слугує системою доставки контенту. Запуск в грудні 1994 року, Sega Channel був представлений громадськості  TCI і Time Warner Cable через телевізійних кабельних послуг шляхом коаксіальний кабель. Це був сервіс, за допомогою якого клієнти можуть отримати доступ до Sega Mega Drive гри онлайн, грати демо-версії ігор, і отримати  коди. продовжився до 31 липня 1998 року, Sega Channel працює через три роки після випуску  наступного покоління приставкою Sega Saturn. Хоча критики за погано приурочений запуск і високу абонентську плату, Sega Channel похвалили за свої інновації в завантаження контент і вплив на онлайн-послуг для відеоігор.

## Історія
Випущений в Японії як Mega Drive в 1988 році, в Північній Америці як Sega Genesis в 1989 році, і в Європі і в інших регіонах, як Mega Drive в 1990 році Mega Drive був запис Sega в 16-бітної ери ігрових консолей. У 1990 році Sega почав свій перший інтернет-сервіс для консолі, Sega Meganet, в Японії. Діючи через картридж і периферійну називається "Мега-модем", ця система дозволила власникам Sega Mega Drive] грати сімнадцять ігор онлайн. Північноамериканський версія цієї системи, що отримала назву "Tele-Genesis", було оголошено, але не випускали. Інший телефон на базі системи, Mega Anser, перетворили японський Mega Drive в онлайн-банківського терміналу. Через низький числа Meganet в назв, непомірно високою ціною, а також відсутність Mega Drive успіху в Японії, система виявилася комерційним провалом. До 1992 року окружна Mega модем можна знайти в угоду бункерів за зниженою ціною, і перероблена версія консолі, випущений в 1993 році зняв EXT 9-контактний порт в цілому, запобігаючи нову модель від підключення до Meganet обслуговування.
У квітні 1993 року Sega оголосила сервіс Sega Channel, який буде використовувати кабельного телебачення послуг для доставки контенту. Національний випробування в Сполучених Штатах для служби почалися в червні, і розгортання на всій території Сполучених Штатів почалася в грудні,  з повним випуском в Північній Америці в 1994 році До червня 1994 року Sega Channel отримала в цілому 21 компаній кабельного телебачення підписалися нести службу. Збори в Сполучених Штатах для служби варіюється в залежності від місця розташування, але були приблизно US $ 15 в місяць, плюс плата за активацію в розмірі $ 25, який входить адаптер. На стадії планування служби, Іупф подивився заробити на ринку оренди, який бачили деякий успіх з Sega CD здається в оренду через Blockbuster, Inc., і дивився на базу пропозицію сервісу ігор та демонстрацій в допомогти продати більше патронів.
На початку 1995 року генеральний директор Sega Хаяо Накаяма вирішив закінчити розвиток на Sega Genesis і його доповнень, на Sega CD і Sega 32X. Таке рішення було прийнято, щоб підтримати Sega Saturn, який вже був випущений в Японії. Це поставило випуск Sega Channel прямо в розпал занепаду Genesis з ринку.  На своєму піку, Sega Channel було роботи більше 250 000 абонентів, а до 1997 року число абонентів скоротилася до 230 000, через два роки після того , як Накаяма було прийнято рішення змістити акцент з Буття до Saturn. Хоча Sega розглядав варіанти, щоб довести обслуговування ПК, служба була припинена зрештою, до 31 липня 1998 року.